# Aaliyah (album)
Aaliyah è il terzo ed ultimo album in studio della cantante statunitense omonima, pubblicato il 7 luglio 2001, un mese prima della sua prematura scomparsa, dalle etichette Blackground Records e Virgin Records.
Questo disco eponimo è uscito a cinque anni di distanza dal precedente. Ha debuttato al numero 2 della Billboard 200 negli Stati Uniti con oltre 190 000 copie vendute, ed è diventato disco d'oro in sole quattro settimane. Dopo la tragica scomparsa dell'artista, avvenuta in un incidente aereo, l'album è salito alla prima posizione della Billboard 200, diventando immediatamente disco di platino. L'album ha venduto oltre due milioni e mezzo di copie negli Stati Uniti. Dopo aver ottenuto recensioni positive dalla maggior parte delle riviste musicali, la cantante ha ricevuto nomination a vari premi, tra cui una ai Grammy Awards del 2002 come Best R&B Album. Nello stesso anno ha vinto agli American Music Award nella categoria Best R&B/Soul Album.

## Lavorazione
L'album segna il ritorno della cantante dopo 5 anni dall'uscita del suo lavoro precedente, sebbene durante questo periodo di tempo abbia continuato ad essere sotto i riflettori grazie a collaborazioni, colonne sonore e debutto cinematografico: "Ho fatto un po' di cose per rendermi visibile, in modo che il pubblico non si fosse dimenticato di me." Aaliyah ha iniziato a lavorare per questo album prima che iniziassero le riprese del suo primo film, Romeo deve morire, ma poi gli impegni lavorativi hanno protratto la lavorazione e di conseguenza l'uscita dell'album. Mentre si è trovata a girare La regina dei dannati in Australia, la cantante ha alternato gli impegni sul set alle sessioni di registrazione. Registrare l'album in Australia l'ha aiutata ad allontanarsi dalle distrazioni dello show-business statunitense e a fare in modo che l'album riflettesse la sua reale personalità, senza influenze esterne.

## Stile
(Aaliyah)
La cantante ha dichiarato di aver mantenuto il suo stile ma di aver approfondito alcune tematiche e di aver maturato il suo lato artistico, oltre ad aver esplorato il suo lato più oscuro nella realizzazione dell'album. Il produttore di lunga data Timbaland ha prodotto solo tre brani per il disco, mentre per il resto la cantante si è affidata, come aveva fatto per l'album precedente, a produttori esordienti e sconosciuti, sotto contratto con l'etichetta Blackground, come Bud'da, J. Dub e E. Seats. Le canzoni dell'album parlano delle relazioni sentimentali in ogni loro aspetto. L'artista, per la prima volta produttrice esecutiva di un suo lavoro, ha dichiarato di non essersi ispirata a nessuna cosa esterna in particolare, ma che tutto sia nato dall'alchimia nata tra lei e tutti i produttori dell'album. La cantante era anche in trattative con Trent Reznor dei Nine Inch Nails per la produzione di materiale: "Penso che le nostre sonorità si mescolerebbero bene [...]. Vedremo come funzionerà." La canzone preferita della cantante è I Care 4 U, prodotta da Timbaland e scritta da Missy Elliott, registrata cinque anni prima per One in a Million quando l'album era ormai stato masterizzato. Il brano Never No More affronta in maniera delicata e senza voler fare la predica il tema degli abusi e delle violenze domestiche: "Volevo nell'album una canzone che affrontasse un tema serio, ma non in maniera bigotta." L'album allarga gli orizzonti musicali oltrepassando il territorio della musica R&Be Hip-Hop, lasciandosi influenzare dal jazz (I Refuse), dal rock (What If) e dalle sonorità latinoamericane (Read Between the Lines).

## Ricezione

### Critica
L'album è stato accolto positivamente dalla critica, ottenendo recensioni lusinghiere da molte riviste musicali. Sul sito Metacritic ha ottenuto un punteggio di 7.6 su 10, calcolando i risultati di tutte le recensioni ottenute. Molti critici hanno notato la differenza di qualità superiore sia rispetto ad altri album R&B/Hip-Hop che ad altre giovani cantanti donne del periodo.
Stephen Thomas Erlewine di Allmusic ha premiato il lavoro con 4,5 stelle su 5 ha definito l'album "uno dei dischi urban soul più forti del suo periodo" aggiungendo che "Raramente gli album di musica urban vengono fuori meglio di questo, e [che] non ci sono stati molti dischi migliori di questo nel 2001". Il critico ha scritto anche che "Aaliyah gode del presente, mostrando un assortimento panculturale di suoni stili ed emozioni", a differenza della difficoltà con cui Macy Gray e Jill Scott cerchino di far funzionare il loro soul classico..
Craig Seymour di Entertainment Weekly ha descritto l'album come "uno scenario melodrammatico eccitante, fortemente up-tempo, che dà una visione malinconica, e a volte sinistra, delle questioni di cuore". Il critico paragona i testi delle sue canzoni a tematiche tipiche dell'Età vittoriana, definendo la cantante una "Brontë sistah" (sorella Brontë, sistah è slang afroamericano per sister, sorella).
Ernest Hardy di Rolling Stone, nel numero del 2 agosto 2001, ha scritto una recensione estremamente positiva del disco, definendolo "una dichiarazione di forza e indipendenza quasi priva di difetti", aggiungendo che, paragonandolo ad altri capolavori, "Aaliyah è Control, The Velvet Rope e Jagged Little Pill assemblati in un unico album". Votandolo con ben 4 stelle su 5, il critico ha paragonato l'album anche a Lovers Rock di Sade e lo descrive come un manifesto di indipendenza femminile, quello che secondo lui non era riuscito a All for You di Janet Jackson e a Survivor delle Destiny's Child.
Anche Sal Cinquemani di Slant ha assegnato all'album 4 stelle su 5, dichiarando che "Aaliyah procura un legame mancante tra l'hip-hop e l'elettronica" e che la cantante "ha imparato ad allinearsi con produttori di serie A senza perdere la propria individualità ma, al contrario, rendendo il sound proprio".
Joshua Clover di Spin ha dato 8 su 10 punti all'album, lodando le interpretazioni vocali della cantante, definendola "una musicologa" e paragonando la sua voce a un "sibilo elettronico [...] che crea ulteriori significati oltre il testo". Il critico riconosce il contributo di Timbaland e Static, ma afferma che è la cantante "che rende artistica la loro eleganza formale, investendo schemi sonori con insistenza e complessità emotiva".
Christopher John Farley di Time ha elogiato il lavoro della cantante, descrivendola come una "sirena di raffinatezza" e inserendo l'album tra i migliori del 2001. Il critico ha osservato come ingiustamente l'album sia stato in parte offuscato dal debutto della collega Alicia Keys, affermando: "[...] l'album di Aaliyah ha guadagnato le migliori recensioni di qualsiasi album quest'anno. E, nonostante il disco di Keys sia molto buono, quello di Aaliyah era migliore e più impegnativo".
Sonicnet ha affermato come questo lavoro sia "vicino alla perfezione", mentre Shaheem Reid di VH1 ha notato come la cantante abbia cambiato stile ancora una volta con questo disco, definendolo il "più intimo e introspettivo".
Nathan Rabin di The Onion (A.V. Club) ha paragonato il disco a un altro album dello stesso anno, Miss E... So Addictive di Missy Elliott, e ha scritto che, come il lavoro di Elliott, "Aaliyah entra in un groove notturno e sensuale e vi rimane dentro, ma si getta in abbastanza piroette sonore [...] per mantenersi lontano dall'essere superfluo". Il critico ha aggiunto che "il sorprendentemente sicuro terzo album afferma la brillante giovane come un'artista importante".
John Mulvey della rivista britannica NME ha conferito al disco 7 punti su 10, apprezzando l'eleganza e il buongusto privi "di ampollosità e istrionismi", ma notando come l'album sia "soddisfacente piuttosto che straordinario"; il critico afferma che l'album sarebbe potuto essere grandioso se Timbaland "avesse trovato il tempo per guidare l'intero progetto".

### Pubblico
Aaliyah ha debuttato direttamente al numero 2 della Billboard 100 negli Usa, dietro Songs in A Minor di Alicia Keys al numero 1, con oltre 190 000 copie vendute, diventando l'album di Aaliyah con il debutto migliore. In sole quattro settimane, e prima della morte prematura della cantante, l'album è stato certificato disco d'oro dalla RIAA, e la settimana successiva al tragico incidente che uccise l'artista l'album è balzato alla prima posizione della Hot 200 con oltre 350 000 copie vendute. L'album è rimasto in vetta alla classifica per due settimane consecutive, diventando disco di platino a sole sei settimane dalla pubblicazione. Aaliyah è il primo album della cantante ad esser arrivato al numero 1, e il secondo ad essere diventato doppio disco di platino a meno di un anno dalla pubblicazione, riconoscimento ottenuto il 27 febbraio 2002. L'album è rimasto nella Hot 200 per un totale di 188 settimane, quasi il triplo rispetto all'album precedente. In Canada è stato il primo album dell'artista ad entrare in top10, arrivando alla sesta posizione, e il primo anche a ricevere una certificazione di disco di platino dalla CRIA.
Nel Regno Unito l'album è entrato alla posizione numero 25 nel luglio 2001, per poi arrivare alla posizione numero 5 nel gennaio del 2002, quando More Than a Woman era arrivato al numero 1 nella classifica dei singoli. Anche nel Regno Unito l'album è diventato disco di platino, ottenendo la certificazione dalla BPI il 12 settembre 2003. In Australia l'album è stato il primo della cantante ad ottenere la certificazione di disco d'oro dall'ARIA. In Nuova Zelanda l'album è entrato alla posizione numero 25 proprio come nel Regno Unito, ma non è riuscito a salire oltre. In Svizzera il disco è entrato in classifica al numero 13 il 29 luglio, per poi arrivare la settimana successiva alla sua posizione più alta, al numero 6. Nella settimana successiva alla scomparsa dell'artista, il disco è rientrato in top10 al numero 8. Aaliyah ha passato 33 settimane nella classifica svizzera, così come in Francia, dove è arrivato alla posizione numero 9. Come in Francia, anche nei Paesi Bassi il disco è arrivato al numero 9, passando però ben 46 settimane in classifica. Anche in Germania l'album ha raggiunto la posizione numero 9, riuscendo inoltre ad ottenere il disco d'oro con oltre 150 000 copie vendute. Nel Belgio francofono l'album è arrivato alla posizione numero 10, mentre in quello olandese alla posizione numero 11.

## Classifiche
| Classifica (2001)                 | Posizione raggiunta |
| --------------------------------- | ------------------- |
| Australia                         | 41                  |
| Austria                           | 21                  |
| Belgio (Flemish)                  | 11                  |
| Belgio (Wallonia)                 | 10                  |
| Canada                            | 6                   |
| Danimarca                         | 34                  |
| Finlandia                         | 33                  |
| Francia                           | 9                   |
| Germania                          | 9                   |
| Italia                            | 40                  |
| Paesi Bassi                       | 25                  |
| Nuova Zelanda                     | 25                  |
| Svezia                            | 23                  |
| Svizzera                          | 6                   |
| Regno Unito                       | 5                   |
| U.S. Billboard 200                | 1                   |
| U.S. Billboard R&B/Hip-Hop Albums | 1                   |

## Certificazioni
| Paese       | Riferimento | Certificazione |
| ----------- | ----------- | -------------- |
| Australia   | ARIA        | Oro            |
| Canada      | CRIA        | Platino        |
| Francia     | SNEP        | Oro            |
| Germania    | IFPI        | Oro            |
| Giappone    | RIAJ        | 2x Platino     |
| Paesi Bassi | NVPI        | Oro            |
| Regno Unito | BPI         | Platino        |
| Svizzera    | IFPI        | Oro            |
| USA         | RIAA        | 2× Platino     |

## Riconoscimenti
L'album ha ricevuto nomination a diversi premi prestigiosi del settore musicale. Nel 2002 ha ottenuto una nomination ai Grammy Awards come Miglior Album R&B e ha vinto come Miglior Album R&B/Soul agli American Music Award; durante la stessa premiazione, la cantante ha vinto anche nella categoria Miglior Cantante R&B/Soul. L'album ha permesso all'artista di ottenere un altro premio postumo, come Outstanding Female Artist ai NAACP Image Award. L'album ha ottenuto due ulteriori nomination ai Grammy grazie ai singoli Rock the Boat e More than a Woman, entrambi nominati nella categoria Miglior interpretazione R&B femminile, rispettivamente nel 2002 e nel 2003. Il disco ha ricevuto multiple nomination ai Soul Train Music Award del 2002, tra cui quella di Album R&B/Soul o Rap dell'anno. L'album ha vinto nella categoria Miglior Singolo R&B/Soul femminile grazie a Rock the Boat.
La rivista musicale Slant ha incoronato l'album come il miglior disco del 2001, definendolo "quintessenza del rhythm & blues, comprendente l'energia illimitata di Prince e la rivelazione sessuale della Diana Ross dell'era-disco". Slant ha inserito l'album anche nella lista dei 100 Migliori album degli anni 2000 alla posizione numero 72, affermando che quello che c'è di "più memorabile" nell'album è la voce di Aaliyah stessa, che dimostra "sensualità furtiva".
La rivista Vibe nel 2007, in occasione del 150° numero pubblicato, ha inserito l'album nella lista dei "150 Album Essenziali dell'era Vibe", descrivendolo come "possibilmente il miglior album soul del giovane millennio, anche se ridefinisce la categoria". La rivista elogia le "produzioni sci-fi" di Timbaland, qui nella loro "forma migliore", e la voce da "soprano sinuosa" di Aaliyah. La cantante è presente nella stessa lista anche con One in a Million.
Stylus ha incluso il disco nella lista dei 50 migliori album del periodo 2000-2005.
La rivista di moda GQ ha inserito l'album nella classifica dei "100 Album più cool del Mondo", alla 66ª posizione.

## Tracce
1. We Need a Resolution (feat. Timbaland) – 4:02 (Stephen Garrett, Timothy Mosley)
2. Loose Rap (feat. Static Major) – 3:50 (Stephen Garrett, Eric Seats, Rapture Stewart)
3. Rock the Boat – 4:34 (Stephen Garrett, Eric Seats, Rapture Stewart)
4. More Than a Woman – 3:49 (Stephen Garrett, Timothy Mosley)
5. Never No More – 3:56 (Stephen Garrett, Stephen Anderson)
6. I Care 4 U – 4:33 (Melissa Elliott, Timothy Mosley, Carl Hampton, Homer Banks)
7. Extra Smooth – 3:55 (Stephen Garrett, Eric Seats, Rapture Stewart)
8. Read Between the Lines – 4:20 (Stephen Garrett, Stephen Anderson)
9. U Got Nerve – 3:49 (Benjamin Bush, Eric Seats, Rapture Stewart)
10. I Refuse – 5:57 (Stephen Garrett, Jeffrey Walker)
11. It's Whatever – 4:08 (Stephen Garrett, Eric Seats, Rapture Stewart)
12. I Can Be – 2:59 (Durrell Babbs, Stephen Anderson)
13. Those Were the Days – 3:24 (Stephen Garrett, Eric Seats, Rapture Stewart)
14. What If – 4:24 (Durrell Babbs, Jeffrey Walker)

Tracce bonus dell'edizione nordamericana
1. Messed Up – 3:34 (Benjamin Bush, Eric Seats, Rapture Stewart)

Tracce bonus dell'edizione europea e giapponese
1. Try Again – 4:43 (Stephen Garrett, Timothy Mosley)

Tracce bonus della riedizione digitale
1. Miss You – 4:06 (Johntá Austin, Teddy Bishop)
2. Don't Know What to Tell Ya – 5:02 (Stephen Garrett, Timothy Mosley)
3. Erica Kane – 4:36 (Stephen Garett)